# CIAL鶴見
CIAL鶴見（シァルつるみ）は、神奈川県横浜市鶴見区の東日本旅客鉄道（JR東日本）鶴見駅東口に立地する駅ビル。「シァル鶴見」とも表記する。JR東日本グループのJR横浜湘南シティクリエイトが管理・運営する。
2008年（平成20年）9月30日に閉館した駅ビル「つるみカミン」に代わり、その跡地に2012年（平成24年）11月1日に開業した。建物は6階建てで、ビル2階は鶴見駅の東口改札に接続されており、1階は京急鶴見駅との間にある東口ターミナルに面している。

## 概要
コンセプトは「心通い合うくつろぎの我が家」で、ビル内の各所に取り入れられた禅文化が最大の特徴である。鶴見の地は鎌倉にある日本最初の禅寺・建長寺がかつて管理していたことから禅寺が多く、1911年（明治44年）には曹洞宗の大本山・總持寺が移転しているため、鶴見には禅文化が根づいているとする考えが背景にあった。閉店した「つるみカミン」に代わる新駅ビルの構築にあたり、付加価値として鶴見に根づくこの禅文化を駅ビルから発信することが発案され、このコンセプトに至ったという。プロデュースは、建巧寺の住職であり庭園デザイナーである枡野俊明によって行われ、「心身ともに癒やされる場と時間」「住民の人生に関わっていくような駅ビル」を念頭に設計された。
開業とともに、總持寺、駒澤大学、鶴見大学などの代表者からなる「シァル鶴見文化事業協議会」が発足し、2013年（平成25年）4月から週2回、座禅や法話など季節行事が開催されている。
また施設内には保育園も設置され、開業同月に開園した。

## フロア
各フロアの出店テナントの一覧・詳細情報および営業時間については公式サイト「フロアガイド」を参照。
屋上「清風苑（せいふうえん）」
屋上に設けられた庭園「清風苑」は、多目的広場に用いるため高低を付けず、平面に石の色や向きで石庭を表現している。奥には自己を見つめる空間として枯山水「坐月亭」が設けられている。
6階「典座小路（てんぞこみち）」
レストラン街。禅文化がとくに大きく取り入れられているのが5階とこの6階であり、食事の大切さ、食べ物の大事さを常に意識するよう、禅の教えで「食」を司る役職「典座」から名付けられている。ただし、禅文化といっても出店している店舗は仏教に基づく精進料理などではなく、豚カツ、イタリア料理など、ごく普通の食事を楽しめる店舗である。
5階「眼睛小路（がんぜいこみち）」
物事の本質や価値を見抜く目そのものを差す言葉「眼睛」をとって名付けられている。禅カフェ「坐月 一葉（ざげつ かずは）」では巨大な天然石による炉で茶を点てる本物の茶室まで備えられており、前述の禅文化関連の行事はこの茶室で行われる予定である。ほかに書店などが出店している。
4階「シァルリビング」
生活雑貨などを扱う店舗が出店している。2階からこの4階までの内装は、禅文化を取り入れた他のフロアと異なり普通の駅ビルと同様の内装である。これは鶴見をアットホームなイメージの街ととらえ、年代を問わず地元の人々を招き入れることを狙いとしている。
3階「ファッションストリート」
女性向けのファッションを扱う店舗が主体である。
2階「フードプラザ」
惣菜やスイーツ店のほか、食品スーパーマーケットやドラッグストアが出店する。崎陽軒などの横浜に根付いた店舗、神奈川県初出店となる和菓子店「赤羽あんこ」のほか、いわゆるデパ地下への出店実績のある店舗がある。クッキー店・アントステラでは、食べ方のアドバイスを行う「クッキーソムリエ」を日本で初めて導入している。
1階「御菜（おさい）市場」
鮮魚・青果・精肉など生鮮食品を扱う店舗が出店する。かつて生麦にあった漁村・御菜浦の賑わいを再現し、6メートルの天井高に江戸時代の市場の佇まいが再現されている。
これら各フロアをつなぐエレベーターホールも、天然石や縁側や床の間を配置するなど和風を強調した趣向になっており、1階・5階・6階のエスカレーター周辺も禅の心の持つ静けさを伝えるために木、和紙、竹などで作られた内装となっている。